# 馬漢三
马汉三（1906年—1948年9月27日），原名马士杰，又名马寒山，男，直隶宛平人，中華民國大陸時期國民黨政治人物，军统华北地方组织领导人。

## 生平

### 追随宣侠父
马汉三是直隶宛平县（今北京市大兴区庞各庄镇北李渠村）人，生于一个富裕农家。父亲务农，早年逝世，留下长子马士奎，次子马汉三。叔父马德明无子，所以马汉三自幼过继给马德明为子。马德明是清朝的师范学堂首期毕业生，以教私塾为业。马汉三10岁起便随马德明学习。12岁报考段祺瑞在中堡村创办的农林学校，插班入读高小二年级。两年后高小毕业。经班主任朱子丹安排，马汉三等11位优秀学生在民国十二年（1923年）被保送到北京政府农商部办的中央农事试验场半工半读。不久，经他人引荐，马汉三在民国十三年（1924年）在北京南苑加入冯玉祥的第十一师军事教导团。
民国十四年（1925年）初，冯玉祥调任西北边防督办，马汉三随军到张家口，被分至刘郁芬部担任文书。此后，他曾受到以中国国民党党员身份公开在西北军中工作的宣侠父（中国共产党党员）的革命思想影响，也参加过抗日救亡运动。民国二十一年（1932年），三民主义力行社在南京成立，戴笠担任特务处处长，任务是搜集日本方面和中国共产党方面的军政情报。宣侠父得知后，安排马汉三与西安的特务处负责人马志超（与宣侠父是黄埔军校一期的同学）结识，由马志超介绍打入特务处。马汉三的公开身份先后为张家口、太安等地的禁烟局长、税务局长。民国二十一年（1932年）出任华北特务办事处主任，开始公开以特务身份活动。民国二十四年（1935年），出任国民政府军事委员会特务处察绥站站长，搜集到日本方面许多重要军事情报。通过马汉三的地下特务组织，宣侠父不断将西北地区的日伪军政情报汇报给中国共产党的领导机关。
民国二十二年（1933年），长城抗战失利，宣侠父遭到日军通缉。马汉三的乡亲到北平秘密告诉马汉三，宣侠父已到马汉三的家乡。马汉三闻讯后，连夜赶回家乡北李渠村，会见宣侠父。为确保宣侠父的人身安全，马汉三仅让宣侠父在家居住了十多天，便将宣侠父转移到榆垡的马汉三外甥张万兴家。两个月后，马汉三亲自雇一辆马拉轿车，将宣侠父送往魏善庄站，陪他乘火车赴天津会晤吉鸿昌，随后去南京。
民国二十六年（1937年）九月，日军占领热河省、绥远省、察哈尔省后不久，马汉三的地下特务组织即遭到日军查获，但马汉三早有应变的准备，所以安全转到中国内地。

### 军统生涯
民国二十七年（1938年）三月，军统局成立。同年，宣侠父出任八路军西安办事处处长。其间，马汉三专赴西安看望宣侠父。不久，宣侠父在西安市郊遭胡宗南手下特务暗杀。自此，马汉三失去了和中国共产党的联系，仅受军统局戴笠的领导。后来，马汉三获戴笠赏识，逐步升职。民国二十八年（1939年）七月中旬，马汉三调任军统局北平区区长（周世光任副区长）。
民国二十九年（1940年）秋，马汉三和部下经过策划，马汉三亲自指挥，将居住在北平铁狮子胡同的两位到北平视察的日本天皇特使枪杀于锣鼓巷附近。日本当局随后展开大搜捕，接连破获了马汉三在北平、张家口等地的地下特务组织，逮捕许多地下人员。马汉三遭到日本当局通缉，逃到张家口、绥远地区，后独自逃往香港。马汉三在北平的寓所及在绥远的家先后遭到查抄。马汉三前妻朱凤珍被逮捕后关押一年多，受尽酷刑，两岁的女儿夭折。马汉三的叔父马德明由于不明局势，背着红薯到北平马汉三寓所探望马汉三，遭日军逮捕后拷打而死。
民国三十年（1941年）初，马汉三出任军统局五原办事处处长，公开身份为第八战区傅作义的少将参议。同年八月，马汉三调到兰州任第八战区调查室主任。民国三十一年（1942年），马汉三兼任国民政府财政部绥远缉私处处长，回到陕北任职，同时继续兼任军统局五原办事处处长。同年秋，马汉三和孟宪蕙结婚。民国三十三年（1944年）春，马汉三调往重庆任军统局华北实验区区长。
民国三十四年（1945年），马汉三出任军统局本部布置处处长（该处1945年设立，同年九月被撤销）。1945年9月初，马汉三在重庆接待德王、李守信来重庆面见蒋介石，并且接待汪时璟来重庆见戴笠。1945年9月，马汉三奉命调往北平，秘密职务是军统局平津办事处主任，公开职务是国民政府平津肃奸委员会主任委员、北平行营军警督察处（后来改为北平行营二处）处长，成为北平对日接收大员。1945年10月17日，抵达北平不久，马汉三即率人逮捕了川岛芳子。
民国三十五年（1946年），马汉三被任命为国防部保密局北平站站长，从1946年9月任至1947年8月，公开职务是北平市民政局局长。1946年3月17日戴笠因空难死亡后，马汉三失去了多年支持他的后台。1946年7月，军统局的秘密核心部分改为国防部保密局，国防部二厅厅长郑介民兼任局长，毛人凤任副局长；1948年2月，郑介民被免去国防部二厅厅长兼国防部保密局局长职务，调任国防部次长，毛人凤接任局长，原别动军司令徐志道接任副局长。马汉三乃投靠李宗仁。此事引发蒋介石的恼怒。毛人凤奉命派国防部保密局北平站督察员王蒲臣秘密收集马汉三的材料。王蒲臣探听到马汉三成立“建国力行社”，企图自成系统，王蒲臣还偷出马汉三拟成的帮李宗仁竞选中华民国副总统的计划。这些材料上报后，毛人凤乃添派国防部保密局司法处处长李希成到北平调查。1948年4月末，李希成抵达北平弓弦胡同14号，名义上是处理戴笠遗产，暗中整理马汉三的材料。蒋介石见报告后当即批示“准予扣压讯办”。1948年6月30日，毛人凤奉蒋介石之命，以国防部保密局局长的身份抵达北平，以蒋介石的领袖手谕诱捕马汉三。马汉三走进门以后，便被警务部稽查处处长倪超凡的部下捆绑后塞入汽车，送进炮局监狱关押，关押8天后，7月9日由李希成亲用飞机押送南京，关到宁海路的国防部保密局看守所。1948年9月27日，马汉三在该看守所被秘密处决。在南京与马汉三同被处决的还有马汉三的男秘书刘玉珠（又名刘贵清，1910年-1948年）；与马汉三同时被逮捕的乔家才，后来在台湾的监狱被关押9年，直到毛人凤死后才获释，1991年曾回中国大陆到马汉三的家属家做客。

## 外部連結
- YouTube上的揭特務頭子神秘面紗